# کریستوف یوتکو
کریستوف یوتکو (انگلیسی: Krzysztof Jotko؛ زادهٔ ۱۹ اوت ۱۹۸۹) ورزشکار هنرهای رزمی ترکیبی اهل لهستان است. وی از سال ۲۰۱۰ میلادی تاکنون مشغول فعالیت بوده‌است.